# Silver Broom 1983
Air Canada Silver Broom 1983 var det 25. VM i curling for mænd. Turneringen blev arrangeret af International Curling Federation og afviklet i Agridome i Regina, Saskatchewan, Canada i perioden 11. – 17. april 1983 med deltagelse af ti hold. Canada var VM-værtsland for ottende gang, og det var anden gang at Regina var værtsby – første gang var i 1973.
Mesterskabet blev for 15. gang i dets historie vundet af Canada, som forsvarede deres verdensmesterskab fra året ved at besejre Vesttyskland med 7-4 i finalen. Sølvmedaljerne var Vesttysklands indtil da bedste VM-resultat, idet de tidligere havde opnået to tredjepladser. Tredjepladsen gik til Norge, som tabte 3-4 til Vesttyskland i semifinalen. Canadas vinderhold kom fra Avonlea Curling Club i Toronto og bestod af Ed Werenich, Paul Savage, John Kawaja og Neil Harrison.
Danmark blev repræsenteret af et hold fra Hvidovre Curling Club bestående af Tommy Stjerne, Oluf Olsen, Steen Hansen og Peter Andersen. Holdet endte på syvendepladsen efter fire sejre og fem nederlag.

## Resultater
De ti deltagende hold spillede en enkeltturnering alle-mod-alle. De fire bedst placerede hold i grundspillet gik videre til semifinalerne.

### Grundspil
| Runde | Kampe | Kampe | Kampe | Kampe | Kampe | Kampe | Kampe | Kampe | Kampe | Kampe |
| ----- | ----- | ----- | ----- | ----- | ----- | ----- | ----- | ----- | ----- | ----- |
| 1     |       |       |       |       |       |       |       |       |       |       |
| 2     |       |       |       |       |       |       |       |       |       |       |
| 3     |       |       |       |       |       |       |       |       |       |       |
| 4     |       |       |       |       |       |       |       |       |       |       |
| 5     |       |       |       |       |       |       |       |       |       |       |
| 6     |       |       |       |       |       |       |       |       |       |       |
| 7     |       |       |       |       |       |       |       |       |       |       |
| 8     |       |       |       |       |       |       |       |       |       |       |
| 9     |       |       |       |       |       |       |       |       |       |       |
| TB1   |       |       |       |       |       |       |       |       |       |       |
| TB2   |       |       |       |       |       |       |       |       |       |       |

| Plac. | Hold         | Vundne | Tabte |
| ----- | ------------ | ------ | ----- |
| 1.    | Canada       | 8      | 1     |
| 2.    | Vesttyskland | 6      | 3     |
| 3.    | Norge        | 6      | 3     |
| 4.    | Sverige      | 5      | 4     |
| 5.    | Skotland     | 5      | 4     |
| 6.    | USA          | 5      | 4     |
| 7.    | Danmark      | 4      | 5     |
| 8.    | Schweiz      | 4      | 5     |
| 9.    | Østrig       | 4      | 5     |
| 10.   | Italien      | 1      | 8     |

### Slutspil
| Runde       | Kamp                  | Res. |
| ----------- | --------------------- | ---- |
| Semifinaler | Norge - Vesttyskland  | 3-4  |
| Semifinaler | Canada - Sverige      | 8-6  |
| Finale      | Vesttyskland - Canada | 4-7  |

### Samlet rangering
| Plac. | Hold         | 4                 | 3                  | 2                  | 1              |
| ----- | ------------ | ----------------- | ------------------ | ------------------ | -------------- |
| Guld  | Canada       | Ed Werenich       | Paul Savage        | John Kawaja        | Neil Harrison  |
| Sølv  | Vesttyskland | Keith Wendorf     | Hans Dieter Kiesel | Sven Saile         | Heiner Martin  |
| 3.    | Norge        | Eigil Ramsfjell   | Sjur Loen          | Gunnar Meland      | Bo Bakke       |
| 4.    | Sverige      | Stefan Hasselborg | Mikael Hasselborg  | Hans Nordin        | Lars Wernblom  |
| 5.    | Skotland     | Graeme Adam       | Ken Horton         | Andrew McQuistin   | Bob Cowan      |
| 6.    | USA          | Don Cooper        | Jerry van Brunt Jr | Billy Shipstad     | Jack McNelly   |
| 7.    | Danmark      | Tommy Stjerne     | Oluf Olsen         | Steen Hansen       | Peter Andersen |
| 8.    | Schweiz      | Urs Studer        | Bruno Binggeli     | Jürg Studer        | Daniel Wyser   |
| 9.    | Østrig       | Arthur Fabi       | Günther Märker     | Manfred Fabi       | Daniel Wyser   |
| 10.   | Italien      | Massimo Alvera    | Franco Sovilla     | Giuseppe dal Molin | Stefano Morona |